# Panax trifolius
Panax trifolius är en araliaväxtart som beskrevs av Carolus Linnaeus. Panax trifolius ingår i släktet Panax och familjen Araliaceae. Inga underarter finns listade.

## Bildgalleri

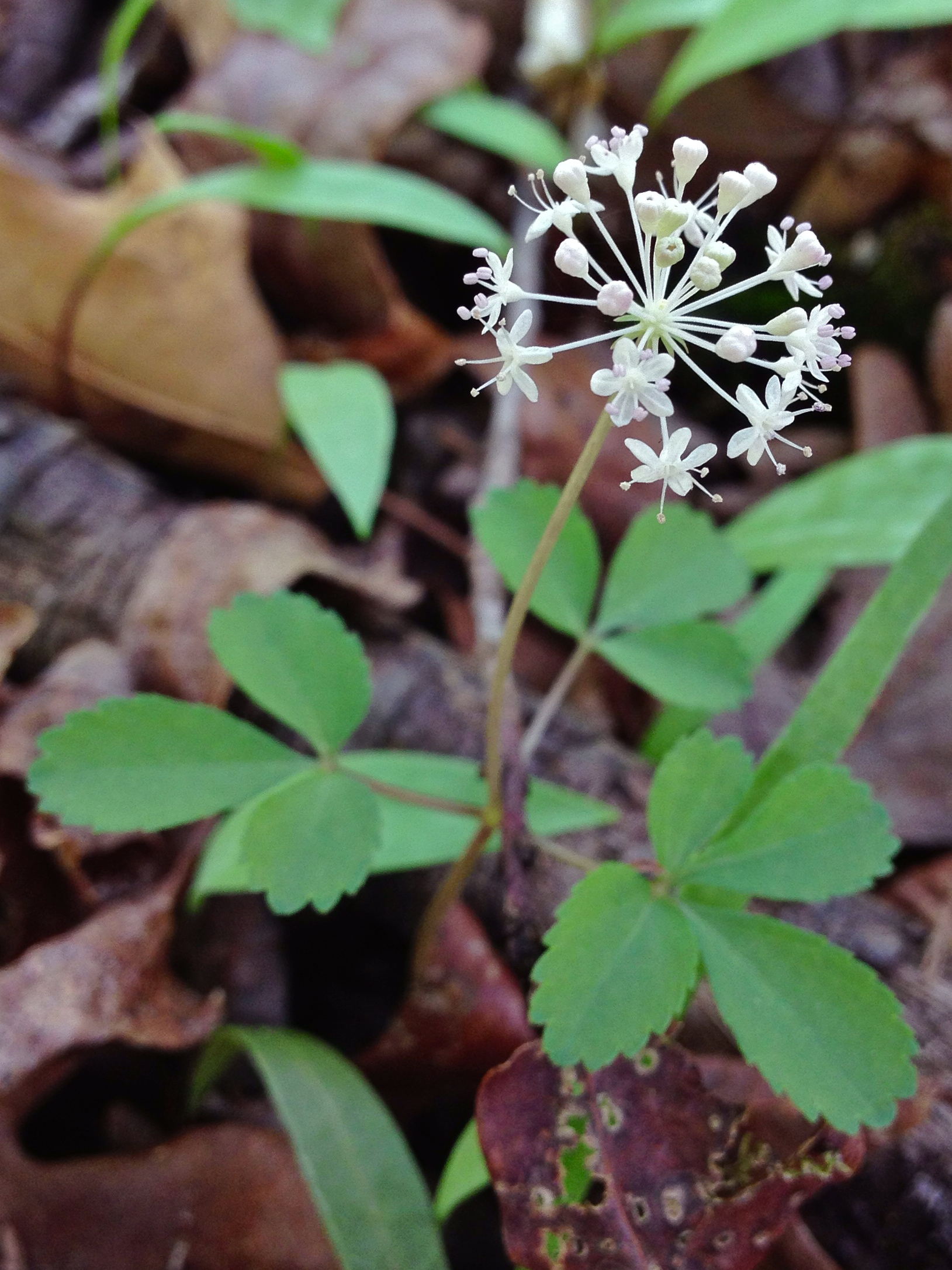
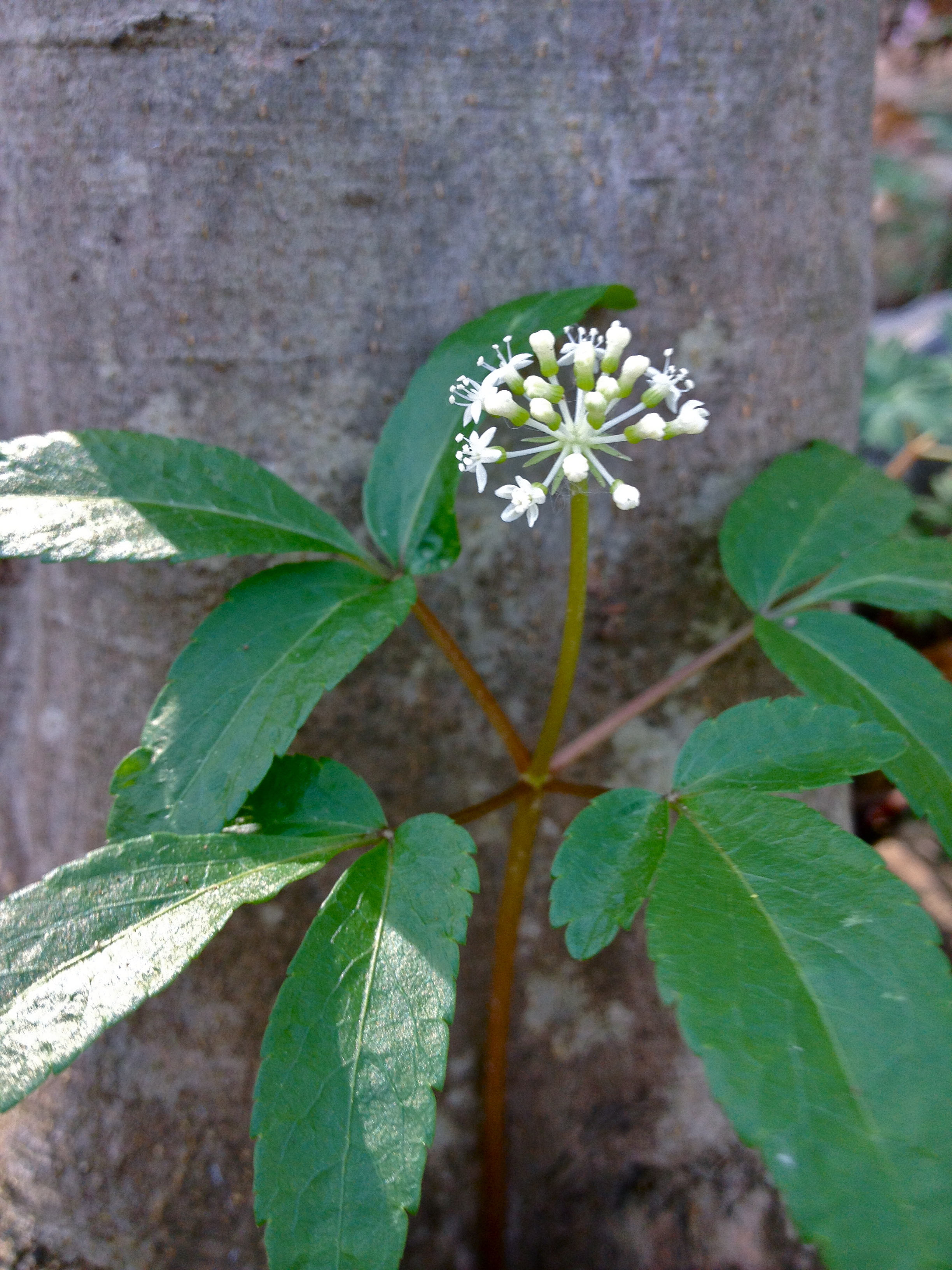
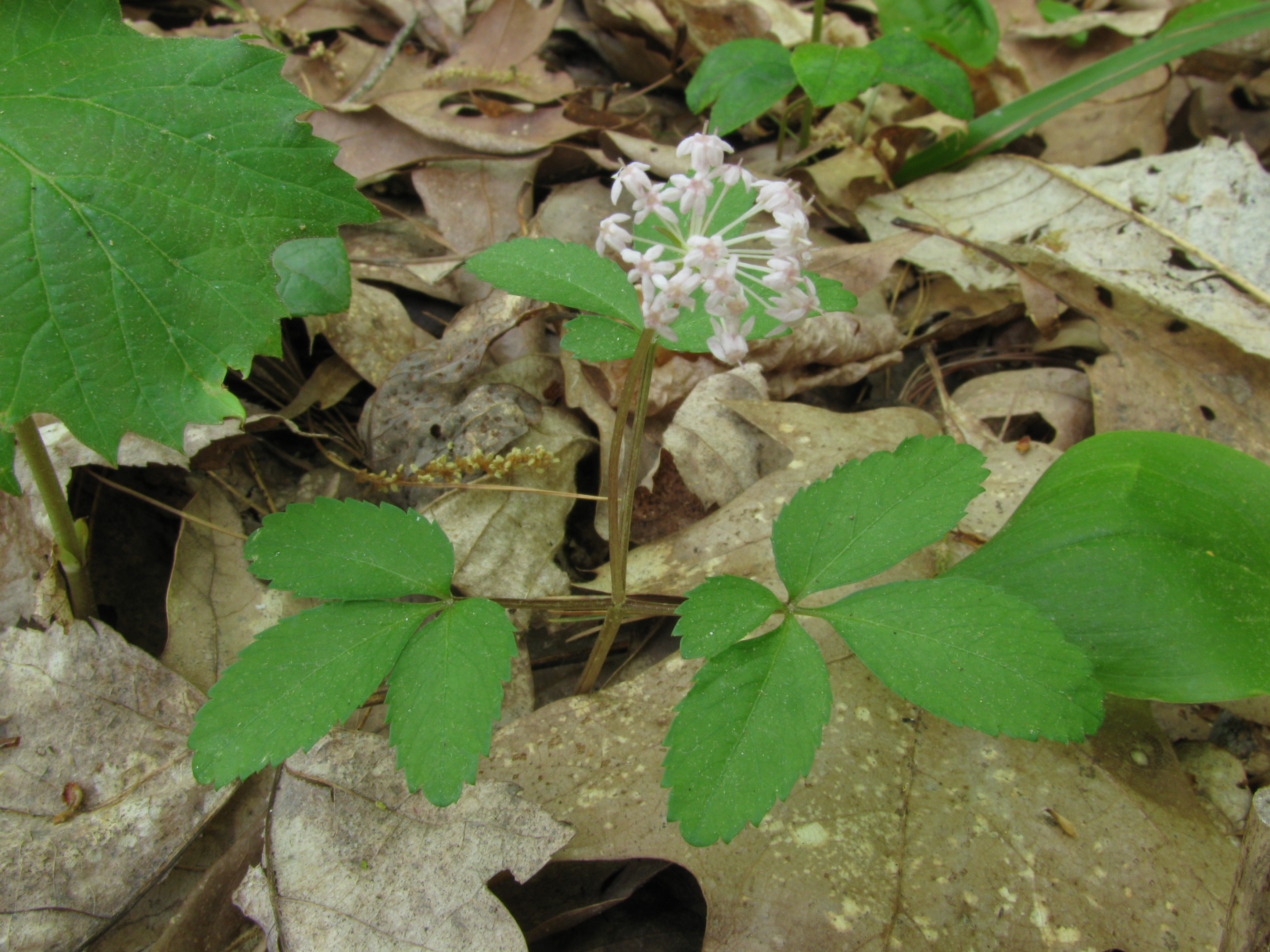
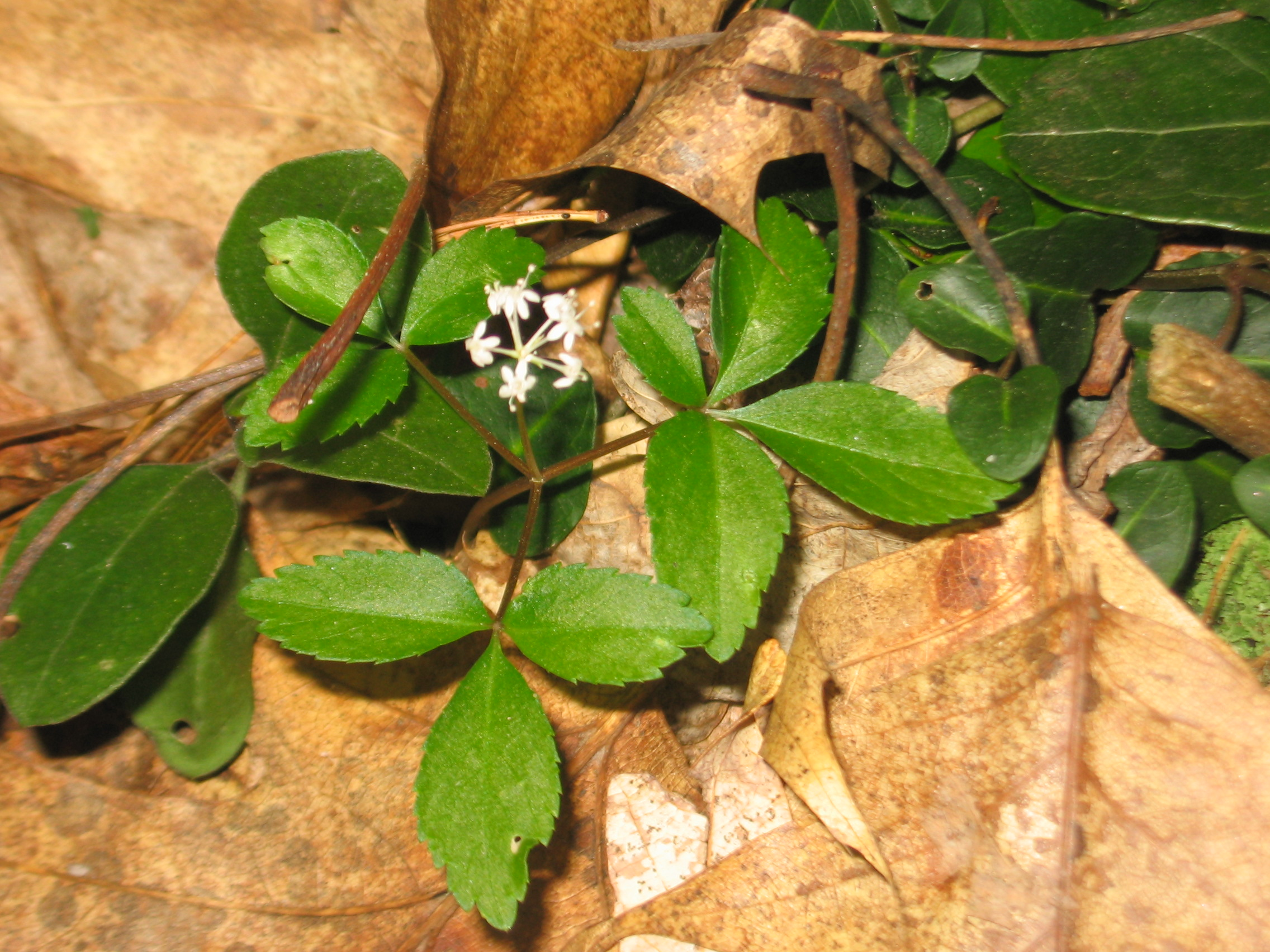